# TKB-O146
Das TKB-O146-Sturmgewehr („Tulskoje Konstruktorskoje Bjuro Obrasez 146“, oder „Tulaer Konstruktionsbüro Nr. 146“) wurde vom Waffenkonstrukteur Igor Stetschkin in Tula, Russland, beim ZKIB-SOO, einer Tochtergesellschaft des Konstruktionsbüros für Gerätebau, entworfen.
Die Entwicklung dieser Waffe begann im August 1981: Es sollte im Rahmen des Projekts Abakan der Nachfolger des AK-74-Gewehrs werden.
Das TKB-O146-Sturmgewehr ist in Bullpup-Konfiguration ausgeführt. Um den größten Nachteil dieser Konfiguration – die Tatsache, dass die Patronenhülsen wegen der näher am Gesicht des Schützen liegenden Auswurföffnung für Irritationen sorgen können – auszugleichen, wurde die Auswurföffnung wie später bei der belgischen P90 an die Unterseite der Waffe verlegt. Dies erleichterte den Gebrauch des Gewehres durch Linkshänder, ebenso wie schnellen Schulterwechsel beim Schießen aus der Deckung.
Das Gewehr ist ein Gasdrucklader und kann im 2-Schuss-Modus betrieben werden, da hier die theoretische Kadenz etwa 2000 Schuss pro Minute beträgt, spürt der Schütze den Rückstoß erst, nachdem das zweite Geschoss den Lauf verlassen hat, was die Genauigkeit erhöht. Das Gewehr kann auch Dauerfeuer verschießen.
Der gesamte Rahmen der Waffe besteht aus Polymer und Fiberglas (eine absolute Neuheit zu dieser Zeit), während der Griff hohl ist, was das Gewicht verringern sollte; doch wurde das Gewicht von 4 Kilogramm im Rahmen der Ausschreibung bemängelt und obwohl das TKB-O146 wohl der „Abakan“-Anwärter mit der höchsten Genauigkeit und Reichweite war, konnte es die Ausschreibung nicht gewinnen und auch später keine Käufer finden. Das Projekt wurde 1994 aufgegeben, daher sind die Gewehre sehr selten.